# Sede náutica do Clube de Regatas do Flamengo
Sede Náutica do Clube de Regatas do Flamengo, ou simplesmente Sede Náutica do Flamengo, ou ainda Sede Náutica da Gávea, é o local onde ficam as instalaçãos dos esportes náuticos do Clube de Regatas do Flamengo (remo e canoagem), na Lagoa Rodrigo de Freitas, Zona Sul da cidade do Rio de Janeiro.
O local pertence ao complexo esportivo da Sede social do Clube, apesar de ficar localizado do outro lado da Avedida Borges de Medeiros.
Logo na entrada, existe uma estátua ostentando o pavilhão do remo rubro-negro. O homenageado é Guilherme Augusto do Eirado Silva, mais conhecido como Buck, que foi um histórico remador e treinador de remo do clube.

## História
As obras da Sede náutica do Flamengo iniciaram-se em dezembro de 1932. O local foi inaugurado em 1934.
Em 2017, a Garagem de barcos foi reformada. Em 2018, o local ganhou novas instalações, como uma sala para os técnicos, espaço para estudos e um auditório, que pode ser utilizado para reuniões da equipe, análise técnica, palestras, entre outras atividades.

### Memorial em homenagem à Stuart Angel
No dia 9 de dezembro de 2010, o Clube inaugurou na sede náutica um memorial em homenagem ao ex-atleta Stuart Angel - militante do Movimento Revolucionário 8 de Outubro, que era contrário à Ditadura militar brasileira - que foi morto sob tortura em 1971 pelas forças de repressão política. A iniciativa contou com o apoio da Secretaria de Direitos Humanos da Presidência da República, entre outras entidades. No local foi erguida uma placa, como parte do projeto “Pessoas Imprescindíveis”, iniciado no primeiro governo Lula, em 2006.
Até 2016, a placa com o nome do ex-atleta permaneceu no local como um marco da luta contra o arbítrio, até ser retirado pela Autoridade Olímpica durante uma reforma. Nunca voltou.
No dia 1 de abril de 2019, dia em que o golpe militar completou 55 anos, um grupo de torcedores do Flamengo fez um ato no local. Após o ato, o clube publicou uma nota oficial em que disse não se posicionar "sobre assuntos políticos" e que o ato aconteceu "sem nenhuma participação da instituição - algo que, inclusive, é estatutariamente vedado".

### Cessão de uso para o Comitê Rio-2016
Em agosto de 2015, o Flamengo e a Prefeitura do Rio de Janeiro assinaram um termo de autorização de uso da área para eventos-teste de remo e canoagem para os Jogos Olímpicos.
Durante os Jogos, o local abrigou a equipe de remo da Grã-Bretanha, que utilizou o local para treinos.